# Reprezentacja Bośni i Hercegowiny w hokeju na lodzie mężczyzn
Reprezentacja Bośni i Hercegowiny w hokeju na lodzie mężczyzn – jedna z najmłodszych reprezentacji narodowych należących do IIHF. W 2008 roku po raz pierwszy na lodowisku w stolicy kraju Sarajewie wystąpiła na mistrzostwach Dywizji III, a dokładniej w kwalifikacjach do tej dywizji. Dotychczas Bośniacy nie odnieśli sukcesów na arenie międzynarodowej. Rozegrali dopiero 2 mecze (z czego jeden zweryfikowano jako walkower). W rankingu IIHF zajmują 47. miejsce z taką samą liczbą punktów co ostatnia Armenia.

## Wyniki na Mistrzostwach Świata
- 2008: 2. miejsce w kwalifikacjach do III dywizji